# Cassidispa fermoralis
Cassidispa fermoralis es un coleóptero de la familia Chrysomelidae.
Fue descrita científicamente en 1976 por Chen & Yu.